# Ciclismo ai Giochi della X Olimpiade
Le competizioni di ciclismo dei Giochi della X Olimpiade si svolsero dal 1° al 3 agosto 1932 al Rose Bowl di Pasadena per le competizioni su pista mentre le competizioni su strada si svolsero a cronometro su cento chilometri il giorno 4 agosto 1932 nei dintorni di  Santa Monica, Los Angeles. Stesso formato ci fu anche la gara a squadre per somma di tempi.

## Podi
| Evento                             | Oro                                                               | Prestazione | Argento                                                                 | Prestazione | Bronzo                                                                   | Prestazione |
| Ciclismo su strada                 |                                                                   |             |                                                                         |             |                                                                          |             |
| Corsa individuale (dettagli)       | Attilio Pavesi                                                    | 2h28'05"    | Guglielmo Segato                                                        | a 1'16"     | Bernhard Britz                                                           | a 1'40"     |
| Corsa a squadre (dettagli)         | Italia Attilio Pavesi Guglielmo Segato Giuseppe Olmo              | 7h27'15"    | Danimarca Henry Hansen Leo Nielsen Frode Sørensen                       | a 11'35"    | Svezia Arne Berg Bernhard Britz Sven Höglund                             | a 11'57"    |
| Ciclismo su pista                  |                                                                   |             |                                                                         |             |                                                                          |             |
| Inseguimento a squadre (dettagli)  | Italia Paolo Pedretti Nino Borsari Marco Cimatti Alberto Ghilardi |             | Francia Henri Mouillefarine Paul Chocque Amédée Fournier René Le Grevès |             | Gran Bretagna Frank Southall Bill Harvell Ernest Johnson Charles Holland |             |
| Velocità (dettagli)                | Jacobus van Egmond                                                |             | Louis Chaillot                                                          |             | Bruno Pellizzari                                                         |             |
| Chilometro a cronometro (dettagli) | Dunc Gray                                                         | 1'13"0      | Jacobus van Egmond                                                      | a 0"3       | Charles Rampelberg                                                       | a 0"4       |
| Tandem (dettagli)                  | Francia Louis Chaillot Maurice Perrin                             |             | Gran Bretagna Ernest Chambers Stan Chambers                             |             | Danimarca Harald Christensen Willy Gervin                                |             |

## Medagliere
| Pos.   | Paese         | Oro | Argento | Bronzo | Totale |
| ------ | ------------- | --- | ------- | ------ | ------ |
| 1      | Italia        | 3   | 1       | 1      | 5      |
| 2      | Francia       | 1   | 2       | 1      | 4      |
| 3      | Paesi Bassi   | 1   | 1       | 0      | 2      |
| 4      | Australia     | 1   | 0       | 0      | 1      |
| 5      | Danimarca     | 0   | 1       | 1      | 2      |
| 5      | Gran Bretagna | 0   | 1       | 1      | 2      |
| 7      | Svezia        | 0   | 0       | 2      | 2      |
| Totale | Totale        | 6   | 6       | 6      | 18     |